# 貝倫格爾·拉蒙一世
（彎曲的或駝背的）貝倫格爾·拉蒙一世（Berenguer Ramón I），巴塞隆納伯爵（1018年—1035年），亦是奧索納伯爵及基羅納伯爵。

## 生平
貝倫格爾·拉蒙一世出生於1005年，是巴塞隆納、奧索納、基羅納伯爵拉蒙·博雷爾與其妻子卡爾卡松的埃爾梅辛迪的兒子 。1018年，未成年的拉蒙·貝倫格爾一世繼承他的父親貝倫格爾·拉蒙·博雷爾的爵位，由母親埃爾梅辛迪為攝政。正是在他的統治期間，巴塞羅那伯國接受了納瓦拉國王桑喬大帝的宗主權。
貝倫格爾·拉蒙一世作為一個神秘的歷史人物，籠罩在難以理解的矛盾和模糊之中。首先，他是一個愛好和平的人，在他的統治期間，一直和平統治著。貝倫格爾·拉蒙一世也綏靖他的鄰居，將烏赫爾伯爵埃爾蒙戈爾二世臣服。他與安普里亞斯伯爵于格一世重新建立友好關係，並與貝薩盧伯爵威廉一世和塞爾達尼亞伯爵威爾弗雷德二世保持友好關係。貝倫格爾·拉蒙一世與教皇國保持密切關係，並於1032年前往羅馬朝聖。他亦多次前往薩拉戈薩和納瓦拉，與納瓦拉國王桑喬大帝討論他們反對圖盧茲伯爵的共同立場。他的心腹和謀臣是修道院院長奧利巴、法官龐奇·邦菲爾·馬克、貢博德貝索拉、卡爾卡松的彼得和巴塞羅那的杜達多。1025年，他頒布法令對被限權的土地所有者免稅。
另一方面，貝倫格爾·拉蒙一世的政府標誌著共同權力衰落的開始。1018年他父親去世時，貝倫格爾·拉蒙還是個未成年人，他的母親埃爾梅辛迪一直擔任攝政直到1023年。但即使他成年後，他的母親也不曾放棄攝政的權力並與他一起統治。根據一些編年史家的說法，貝倫格爾的性格留下了一些不足之處。他被描述為軟弱和優柔寡斷。此外，貝倫格爾·拉蒙一世與摩爾人的和平政策是與貴族爭論的焦點，當時的人將與穆斯林的戰爭視為獲得榮耀、財富甚至可能獲得救贖的一種方式。這導致一些貴族獨立於伯爵的意願行事。與她的兒子相反，埃爾梅辛迪精力充沛，果斷行事，意圖將巴塞羅那伯爵的權威加強。但是，作為一名女性，她控制軍隊的能力受到極大的阻礙，組織一次突襲或遠征以滿足貴族的需求幾乎是不可能的。
在貝倫格爾·拉蒙一世於1035年去世前不久，議會權威的削弱變得明顯，當時埃爾梅辛迪成功地將他的遺產分配給他的兒子們。貝倫格爾·拉蒙一世於1035年5月26日去世，葬於里波爾聖瑪麗亞。 

## 婚姻和後代
1021年，貝倫格爾·拉蒙一世與納瓦拉國王桑喬大帝的妻妹、卡斯蒂利亞伯爵桑喬·加西亞的女兒桑查·桑切斯結婚。她為貝倫格爾·拉蒙一世誕下兩名兒子：
- 拉蒙·貝倫格爾（生於1023年），他（與他的母親）接過基羅納伯國和遠至略夫雷加特河的巴塞羅那伯國一部分。
- 桑喬·貝倫格爾（出生日期不詳），他接受從夫雷加特河到安達盧斯的藩侯國，後者構成新的佩內德斯伯國（英语：Penedès），其首府在奧萊爾多拉[5]。在1041年到1049年間的某個時候，桑喬向他的哥哥宣誓效忠。然後，在1050年6月9日，他將自己的領國割讓給拉蒙，拉蒙作為回報授予他一些土地和人民作為封地[6]。桑喬然後進入教堂，首先在聖蓬斯德托米耶爾擔任僧侶，然後在成為聖貝內德巴熱斯修道院院長[7]。

1027年，貝倫格爾與第二任妻子吉斯拉·德·盧薩結婚，並育有兩個兒子；
- 紀堯姆·貝倫格爾(生於1028年)，與他的母親一起接受奧索納伯國和曼雷薩伯國（英语：County of Manresa）。他於1054年12月4日放棄他的伯國，允許他的兄長拉蒙恢復父親遺下的統一領地[7]。
- 伯納特·貝倫格爾（生於1029年）

兩個女兒也被推測配對夫婦為：克萊門西亞，她嫁給烏赫爾伯爵埃爾蒙戈爾三世為妻子；以及姓名不詳的女兒嫁給勃艮第公爵亨利為妻子。